# Jurgen Van Loocke
Jurgen Van Loocke (Brugge, 1 juli 1980) is een Belgisch voormalig professioneel wielrenner die in het verleden uitkwam voor onder meer Landbouwkrediet en Palmans-Cras.
Hij werd in 2001 Belgisch kampioen bij de amateurs op de ploegensprint (baanwielrennen), samen met John Van den Abeele en Andries Verspeeten. Daarnaast werd hij derde op de puntenkoers en de achtervolging. In 2003 werd hij derde op de puntenkoers en de scratch.
Zijn eerste professionele overwinning behaalde hij in 2004, toen hij de Grote 1-Mei Prijs won. Hij won dat jaar tevens de derde etappe in de Ronde van Waals Brabant. In 2005 won hij een etappe in de Ronde van België.

## Belangrijkste overwinningen
2001
- Belgisch kampioen teamsprint, Amateurs (met John Van den Abeele en Andries Verspeeten)

2004
- Grote 1-Mei Prijs
- 3e etappe Ronde van Waals Brabant

2005
- 3e etappe, deel A Ronde van België

Advejev · Anzà · Bernucci · Bileka · Bracke · Capelle · De Waele · Dierckxsens · Doema · Durand · Gasperoni · Hrysjtsjenko · Lagoetin · Metloesjenko · Monfort · Popovytsj · Sijmens · Steels · Streel · Timosjin · Vaitkus · Van Bondt · Verstrepen · Lebeau (stagiair) · Simon (stagiair) · Van Loocke (stagiair)
Bracke · Capelle · Criquielion · Cummings · De Groote · De Waele · D'Hollander · Dierckxsens · Habeaux · Lagoetin · Monfort · Renders · Sijmens · Simon · Van De Walle · Van Loocke · Vanlandschoot · G. Verheyen · Verstrepen · Lebeau (stagiair) · Simms (stagiair) · D. Verheyen (stagiair)
Amorison · A. Capelle · Criquielion · Cummings · De Waele · De Wilde · Habeaux · Kleynen · Lebeau · Manning · Meirhaeghe · Neirynck · Renders · Sijmens · Simon · Van Loocke · Vanlandschoot · D. Verheyen · Verstrepen · Clancy (stagiair) · Clauwaert (stagiair) · Maene (stagiair)
Albert · Commeyne · De Gruyter · Denolf · Huys · Penne · Renders · Roodhooft · Šimůnek · Streel · Traksel · Van Den Bosch · Van Den Brande · E.van IJzendoorn · R.van IJzendoorn · Van Loocke · Wijnands · Wuyts
Cappelle · De Wilde · De Zutter · Ennekens · François · Hoornaert · Meeusen · Moerman · Standaert · Van Braeckel · van Heeswijk · Van Loocke · Van Moer · Vanhuffel